# Simon Meller
Simon Meller (* 26. Dezember 1875 in Győr, Königreich Ungarn; † 10. März 1949 in Paris) war ein ungarischer Kunsthistoriker und Kunsthändler.
Er besuchte das Benediktinergymnasium in Győr und studierte anschließend ab 1884 an der Universität Budapest, zunächst Philologie, wechselte aber bald zum Studium der Kunstgeschichte bei Gyula Pasteiner und verbrachte 1896/97 ein Jahr an der Universität Berlin. Im Jahr 1898 wurde er promoviert. Nach der Rückkehr von Studienaufenthalten in Italien und Paris arbeitete er vom Herbst 1901 bis zu seinem Ruhestand 1924 an der Nationalgalerie und am Museum der Schönen Künste in Budapest, wo er sich besonders für den Aufbau der Sammlung von Druckgrafiken und Skulpturen einsetzte. Als Leiter der graphischen Sammlung seit 1911 erwarb er für das Museum 40 Picasso-Graphiken. 1916 wurde er Direktor der Skulpturensammlung. Während der Ungarischen Räterepublik war er 1919 kurzzeitig Professor für Kunstgeschichte an der Universität Budapest, danach war er wieder am Museum tätig. Am 23. Mai 1923 konvertierte er zum Katholizismus. 
Von 1924 bis 1934 lebte er in München. Aufgrund seiner jüdischen Herkunft verließ er Deutschland 1934 und ging nach Paris. Hier war er als Kunsthändler tätig und auch am Handel mit Raubkunst beteiligt. Sein Grab befindet sich auf dem Cimetière du Père-Lachaise in Paris.

## Veröffentlichungen (Auswahl)
- Peter Vischer der Ältere und seine Werkstatt. Insel, Leipzig 1925.
- Die deutschen Bronzestatuetten der Renaissance.Kurt Wolff, München 1926.